# Copenhagen Tomahawks
Copenhagen Tomahawks AFC er en dansk amerikansk fodboldklub hjemmehørende i København. Klubbens hjemmebanekampe spilles i Valby Idrætspark og klubben var frem til 2013 den eneste amerikanske football klub i Københavns Kommune. Klubben spiller 11-mands amerikansk fodbold i eliterækkerne under DAFF. Klubbens herrehold spiller i sæson 2019 i 1. division. Kvindeholdet spiller i sæson 2019 i den svenske 1. division.2017
Klubben er medlem af DIF og DAFF.

## Historie
Klubben blev dannet den 30. oktober 2002, som Frederiksberg Tomahawks og hørte til Frederiksberg kommune. Dog da Frederiksberg kommune viste sig ikke at kunne stille tilstrækkelige baner til rådighed skiftede man i 2006 til Københavns kommune og kom i den forbindelse til at hedde Copenhagen Tomahawks AFC. Klubben har deltaget i DAFF's turneringer siden 2003, første år i en liga for nye hold og fra 2004 i divisionerne. Klubben havde indtil 2007 kun et seniorhold, men til 2007-sæsonen stillede man for første gang med et U19-hold, som dog først rigtig var i stand til at deltage i turneringerne fra 2008-sæsonen, hvor man sikrede en flot 3. plads i Landsrækken (Øst).
Sidenhen har det varieret fra sæson til sæson, hvilke hold klubben har kunne stille med. I sæsonen 2015 oprettedes yderligere ungdomshold, da der blev taget initiativ til at starte både U12, U14 og U16-hold.
Klubben har ligeledes fået tilknyttet hold i søstersporten flag football i 2012, hvor der både findes to herrehold og et kvindehold.
Dameholdet vandt i 2012 Danmarks mesterskabet og havde 2 medlemmer på verdensholdet ved VM i Sverige. I 2013 blev det til sølv, mens genvandt kvindeholdet genvandt DM i flag football i 2014.

## Hjemmebane og træningssted
Copenhagen Tomahawks træner i Valby Idrætspark på kunstgræsbane 1 og det er samme sted klubben har hjemmebane.

## Uniform
Copenhagen Tomahawks' uniform består af farverne navyblå, burned orange og hvid.
Hjemmebaneuniformen består at marineblå trøje, hvide bukser og orange hjelm. Udebane uniformen består af hvide trøjer, marineblå bukser og orange hjelm.

## Resultater
- 2015

Senior: Nr. 1 i Kvalifikationsligaen, men tabte oprykningskamp til AaB 89ers
U19: Nr. 6 i Junior National Ligaen (11-mands)
U16: Nr. 4 i Regionalserien (7-mands)
Flag Damer:
- 2014

Senior: Nr. 1 i 2. division Øst og nr. 1 i oprykningsspil
U19: Nr. 2 i Danmarksserien Øst 9-mands grundspil - tabte semifinale
Flag Damer: Guld ved DM
Flag Herrer 1: Nr. 3 i kval.ligaen Øst og oprykning til Flag National Ligaen
Flag Herrer 2:
- 2013

Senior: Blev nr. 6 i Kval.ligaen (KL Øst)
U19: Blev nr. 2 i Danmarksserien 9-mands (Sølv-medalje)
U16: Blev nr. 3 i Danmarksserien 9-mands øst
Flag Damer: Sølv ved DM
Flag Herrer 1: Blev nr. 7 i kval.ligaen øst
Flag Herrer 2: Blev nr. 6 i 1. division
- 2012

Senior: Blev nr. 10 i National Ligaen (NL)
U16: Blev nr. 5 i Danmarksserien 9-mands
Flag Damer: Vandt deres række - og da der kun er en - blev de Danmarks Mestre 2012
Flag Herre: Blev nr. 3 i 1. division øst
- 2011

Senior: Blev nr. 1 i 1. division Øst, og vi slog nr. 2 fra 1. division Vest (Esbjerg Hurricanes) 40-6 i semifinalen - derfor oprykning i NL.
U19 JNL: blev vi nr. 1 i pulje 1, men I tabte til nr. 2 fra pulje 2 (Søllerød Gold Diggers) 6-47 i semifinalen.
U16: Blev nr. 3 i øst
- 2010

Senior: Blev nr. 3 i 1. division og kvalificerede sig til en play-off kamp om oprykning til National Ligaen mod AaB 89'ers.
U19: Blev nr. 1 i U19 Landsrækken Øst og tabte efterfølgende semifinalen til Kolding Guardians fra U19 Landsrækken Vest.
- 2009:

Senior: Blev nr. 5 i 1. division, lige uden for playoffs.
U19: Blev nr. 3 i U19 Landsrækken Øst, og sluttede dermed lige udenfor playoff.
- 2008:

Senior: Blev nr. 2 i 1. division øst, kvalificerede sig til 1. divisionsplayoff, slog 1. division vests vinder og kvalificerede sig til National Liga playoff, hvor man sluttede som nr. 3 af 4 hold efter en sejr og et nederlag til National Liga-hold. Dette resulterede i en placering som det 9. bedst placerede hold i Danmark – klubbens bedste placering nogensinde.
U19: Blev nr. 3 i U19 landsrækkens Øst-Conference, hvilket lige akkurat ikke rakte til en playoffplads.
- 2007:

Senior: Sluttede som nr. 5 og sidst i 1. division øst efter 8 nederlag.
- 2006:

Senior: Sluttede som nr. 1 i 2. division øst med 9 sejre, 0 nederlag og en målscore på 237-9 og sikrede sig oprykning til 1. division.
- 2005:

Senior: Tomahawks vinder 6 og taber 3 kampe i 2. division
- 2004:

Senior: Tomahawks vinder 8 og taber 3 kampe i 2. division

## Ekstern kilde/henvisning
- Copenhagen Tomahawks AFC's officielle hjemmeside Arkiveret 25. oktober 2008 hos  Wayback Machine
- Stillingen i 1. division Arkiveret 24. januar 2022 hos  Wayback Machine
- Stillingen i U19 landsrækken øst Arkiveret 24. januar 2022 hos  Wayback Machine